# マフカ

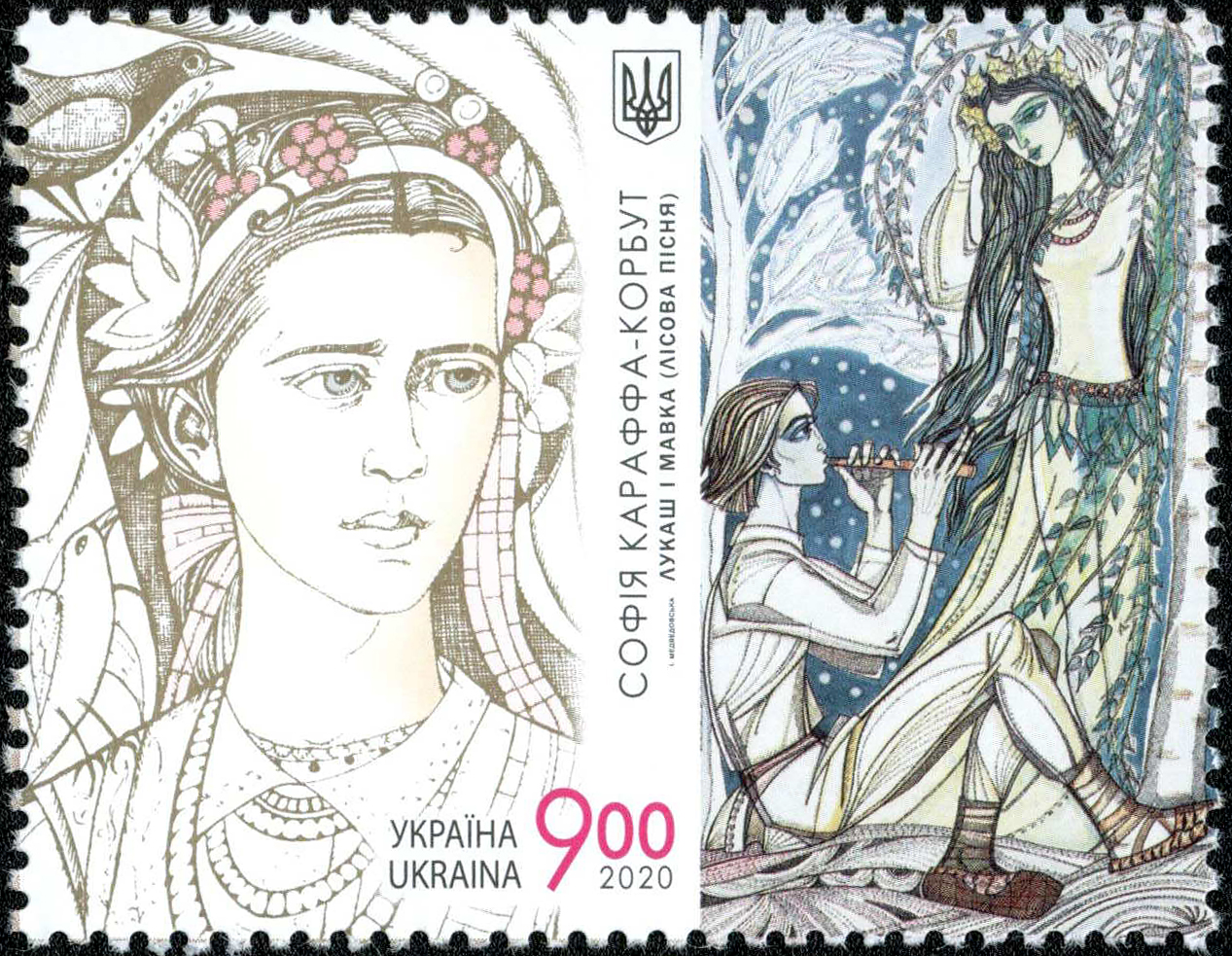
レーシャ・ウクライーンカ生誕150周年の2020年のウクライナの切手。右:『森の歌』のルカシュとマフカ （ソフィア・カラッファ＝コルバウト
画）

マフカ（ウクライナ語: Мавка, mavka, навка, navka, нявка, nyavka; ブルガリア語: нави, navi）は、ウクライナ等スラブ人の民間伝承「スラヴ神話」における女性の精霊の一種。長髪の美しい少女の姿をしている。時には裸で、若い男性にとって危険かもしれない。

## 概要

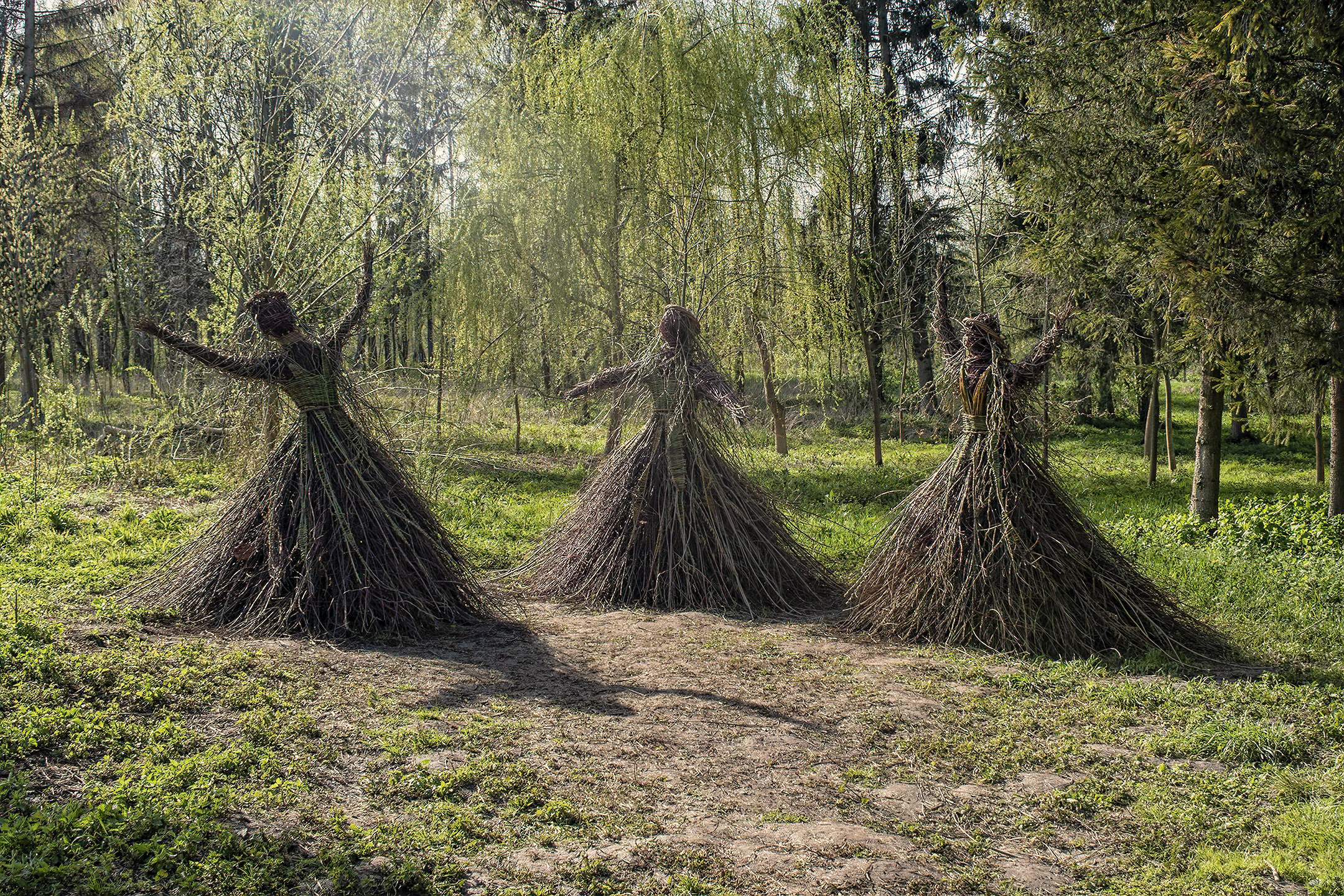
アート作品「森のマフカの目覚め」

この用語で知られている霊は、不条理な悲劇的な死や早すぎる死（ナヴ）を遂げた少女、特に名前のないの赤子の魂である。マフカはしばしば、若い男性を森の中に誘い込み、誘惑し、そこで彼らを「くすぐって」死に至らしめる美しい若い少女の形で現れる。

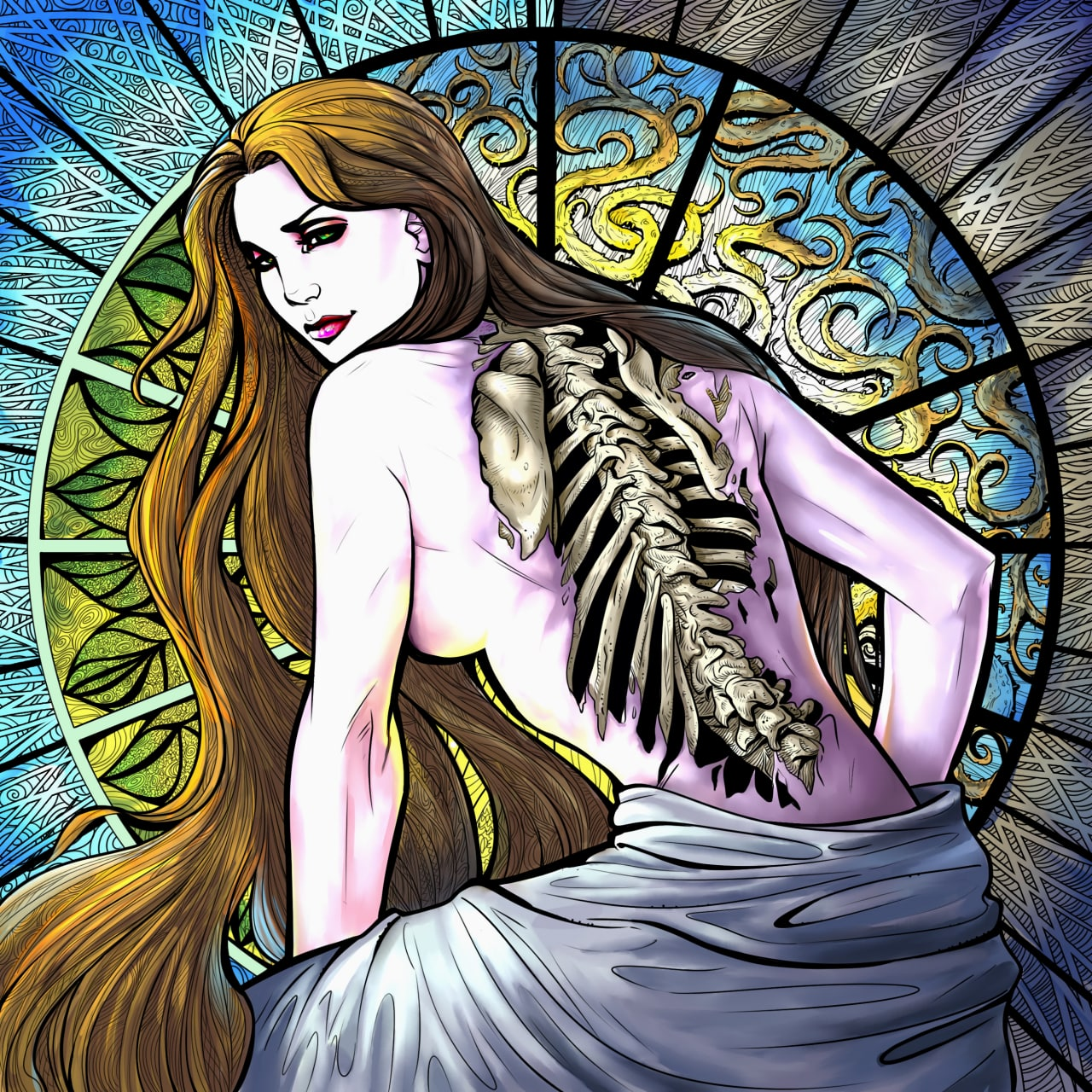
背中がない

マフカは水に反射せず、影がなく、「背中がない」ため、内部が見える（それらはよく「ニャフカ」（Nyavka）と呼ばれ、中央ウクライナよりも危険な山川がある西ウクライナに住んでいると信じられていたが、中央ウクライナに住んでいると信じられていたマフカは背中を持っていた）。いくつかの説明では、彼女らは牛の世話をしたり野生動物を追い出したりすることで農民を助けるとも言われている。 
彼女らは、敷物で飾られた森、山の洞窟、または小屋に集団で住んでいると信じられていた。彼女らは盗んだ亜麻の糸で、服を作るために薄い透明な布を織った。

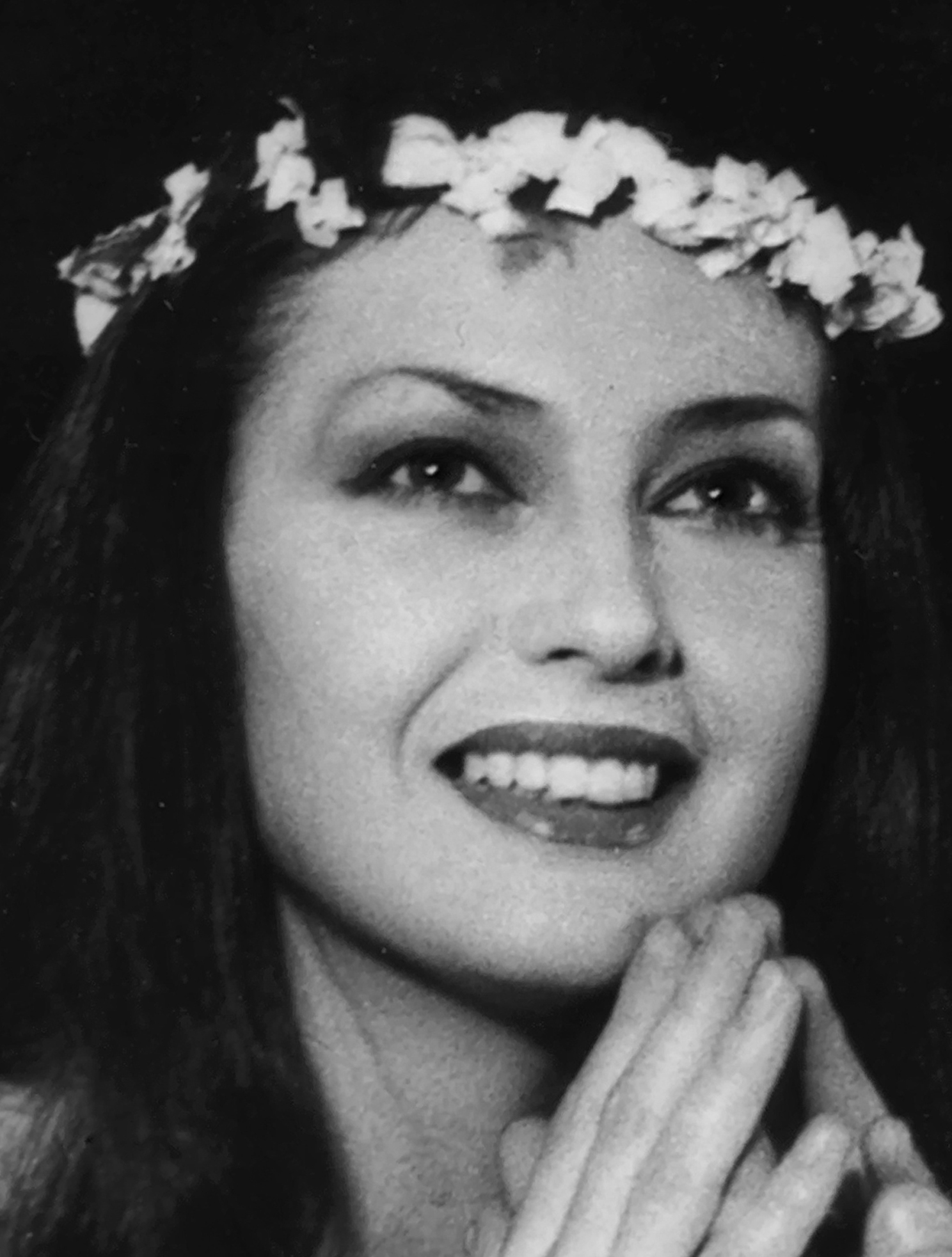
マフカを演じるヤロスラワ・モシチュク

また、髪につけた花が好きだった。春には山に花を植え、そこに若い男性をおびき出し、くすぐって殺した。ペンテコステ（ウクライナ語: На́вський Вели́кдень)では、彼女らはゲーム、ダンス、乱交を開催した。悪魔チョルトが笛やパイプを演奏して彼女らに同行した。 
死んだ無名の赤子の魂を救うためには、ペンテコステの期間中にカーチフを投げ、名前を言って「私はあなたにバプテスマを授ける」と唱えなればならない。救済された魂はそれから天国に行く。魂が7年まで生きて、天国に行かなかった場合、赤子はマフカに変わり、人々を悩ませる。 

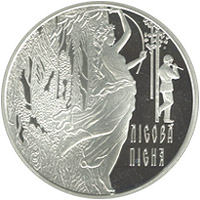
レーシャ・ウクライナカ作「森の歌」を題材にした銀貨

マフカは文学、特にレーシャ・ウクライーンカの『森の歌』と、ムィハーイロ・コツュブィーンシクィイの『忘れられた祖先の影』に描かれている（映画「火の馬」の原作）。
特に『森の歌』を原作とした作品は多く、1963年の映画「森の歌（1693年）」､1976年の劇場アニメ「森の歌（1976年）」 、1981年の童話映画「マフカ 森の歌（1981）」があり、 2023年にウクライナで劇場アニメ「マフカ 森の歌」の公開された。

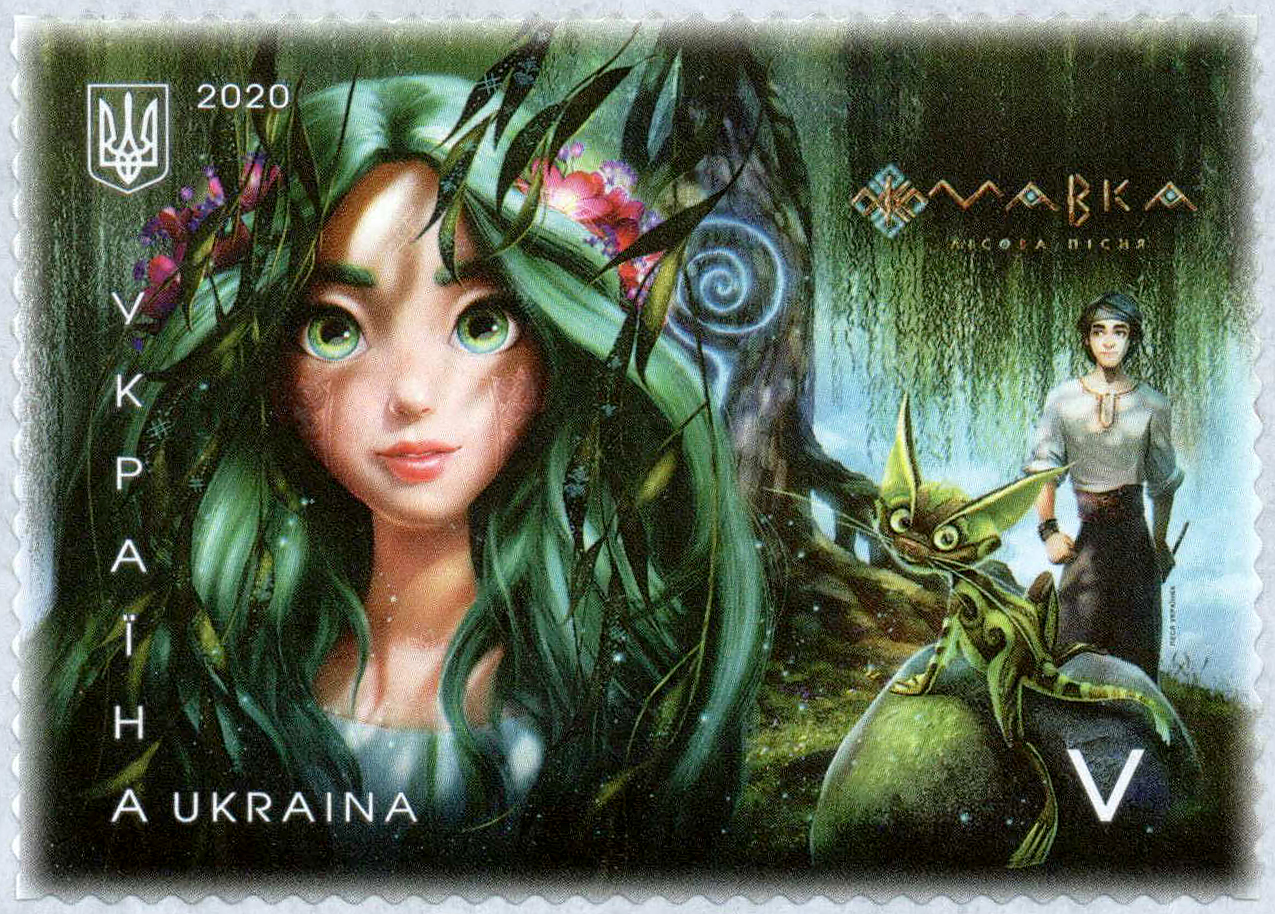
劇場アニメ「マフカ 森の歌」のウクライナの切手（2020年）